# Buddleja tubiflora
Buddleja tubiflora är en flenörtsväxtart som beskrevs av George Bentham. Buddleja tubiflora ingår i släktet buddlejor, och familjen flenörtsväxter. Inga underarter finns listade i Catalogue of Life.

## Bildgalleri

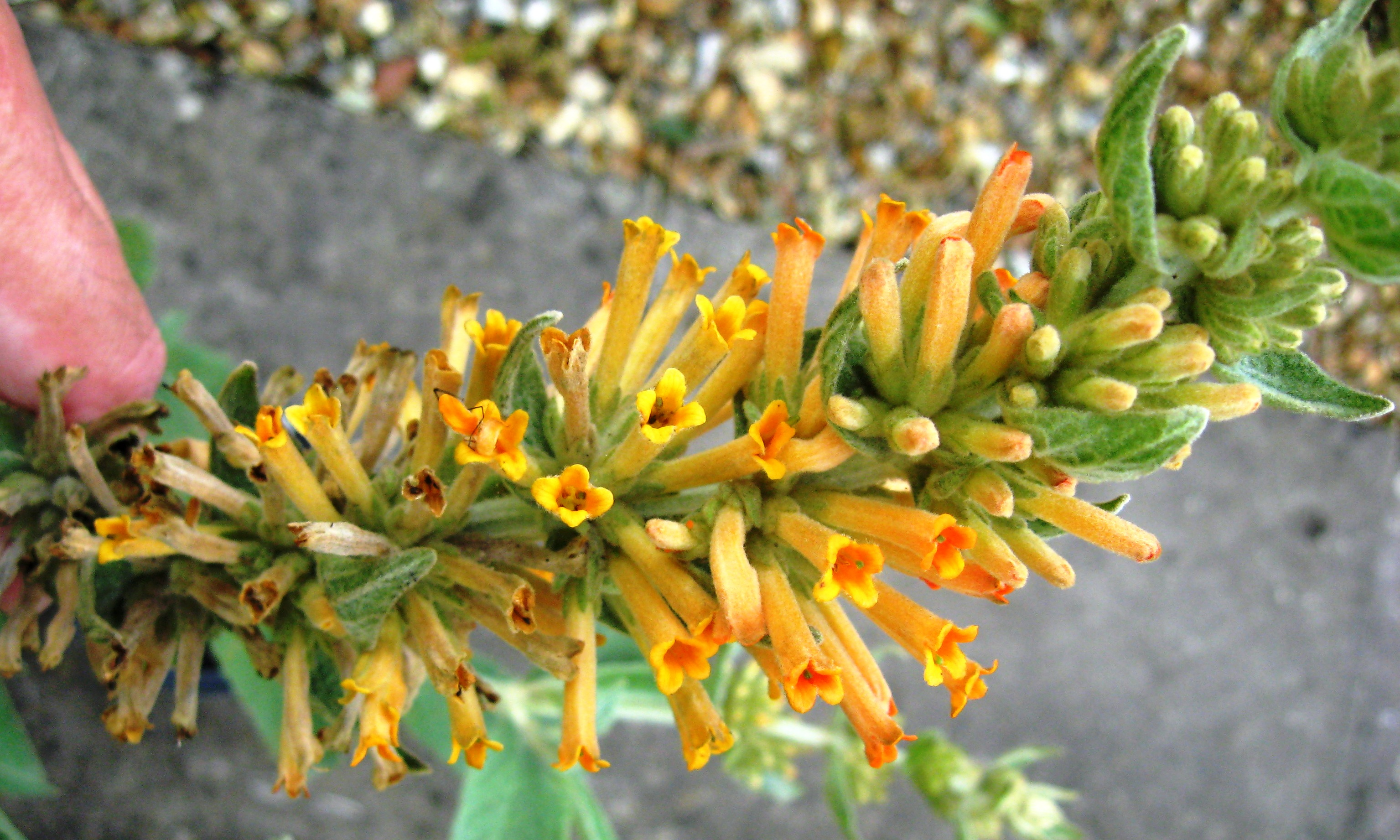